# هنری تاب
هنری تاب (به انگلیسی: Henry Taube) (زاده ۳۰ نوامبر ۱۹۱۵ - درگذشته ۱۶ نوامبر ۲۰۰۵) شیمی‌دان آمریکایی-کانادایی بود. در ۱۹۸۳ «برای کار خود بر روی مکانیسم واکنش‌های انتقال الکترون، به خصوص فلزات پیچیده»
جایزه نوبل شیمی به او اعطا شد. تاب نخستین کانادایی است که برنده این جایزه شده‌است. او مدارک تحصیلی کارشناسی و کارشناسی ارشد خود را از دانشگاه ساسکاچوان و دکترای خود را از دانشگاه کالیفرنیا برکلی دریافت کرد. او همچنین پس از پایان تحصیلاتش در دانشگاه کرنل، دانشگاه شیکاگو و دانشگاه استنفورد مشغول به کار بوده‌است.